# Teilsatz
Unter Teilsatz versteht man jeden einfachen Hauptsatz oder Nebensatz, der als Bestandteil in einem größeren Satzgefüge, oder auch einer Satzperiode, enthalten ist. Somit ist also jeder Nebensatz ein Teilsatz des größeren Gefüges, zusätzlich aber auch Hauptsätze, die durch Beiordnung (z. B. und, aber, denn) angeschlossen werden, und Parenthesen (eingeschobene Sätze).

## Ein Beispiel
„Jede Summe könne man derzeit verlangen, sagt einer von ihnen, wenn man den Menschen nur den Ärger mit dem Fiskus erspare.“ (Zitat aus Der Spiegel; Nr. 26, 2008, S. 55) Dieser komplexe Satz, ein Satzgefüge, besteht aus drei Teilsätzen, deutlich markiert durch die Kommata.

## Kriterium fürTeilsatz
Teilsatz eines Satzes kann nur eine solche Wortfolge sein, die den Mindestanforderungen für Satz weitgehend genügt. Dazu müssen etwa im Deutschen typischerweise Subjekt und Prädikat vorhanden sein sowie die Erweiterungen, die das Prädikat erforderlich macht. Einschränkungen sind insofern zugelassen, als auch Ellipsen als satzförmig gelten. In der praktischen Arbeit wird Teilsatz in vielen Fällen näherungsweise durch eine einfache Anweisung – operational – definiert: Ein Satz hat dann so viele Teilsätze (in der Quantitativen Linguistik gern mit dem aus dem Englischen übernommenen Begriff Clause bezeichnet), wie er finite Verben (= Verben in einer Personalform) aufweist. Wendet man dieses Kriterium auf den Beispielsatz des vorigen Abschnitts an, so werden mit den finiten Verben „könne“, „sagt“ und „erspare“ die drei Teilsätze bestimmt. Diese Methode gilt jedoch nur näherungsweise, weil manche Infinitivkonstruktionen ebenfalls den Status von Nebensätzen haben (siehe unter Nebensatz#Infinitivsätze).

## Linguistische Bedeutung der Teilsätze
So wie andere sprachliche Einheiten auch tragen Teilsätze aufgrund ihrer Art, Komplexität und Häufigkeit zur stilistischen Charakteristik von Texten bei. In der Quantitativen Linguistik stehen zwei Aspekte im Vordergrund: die Häufigkeit, mit der Teilsätze unterschiedlicher Länge in Texten vorkommen (Verteilung der Teilsatzlängen) und das Verhältnis der Satzlänge zur Teilsatzlänge oder auch das der Teilsatzlänge zu der der Länge der Konstituenten (Bestandteile) der Teilsätze (vor allem: Phrasen, Satzglieder, Wörter). Statt mit Teilsätzen wird dabei bisweilen mit dem verwandten Konzept der Clauselänge gearbeitet.
Als Beispiel seien die Daten dargestellt, die anhand von Lehrbüchern der Medizin gewonnen wurden; die Teilsatzlängen sind darin ebenso wie auch bei einigen anderen Textklassen entsprechend der positiven negativen Binomialverteilung vertreten. Die Daten stammen aus Schefe (1975); die Anpassung der Verteilung aus Best (2006):
| x           | n(x) | NP(x)  |
| ----------- | ---- | ------ |
| 2           | 33   | 33.00  |
| 3           | 218  | 234.79 |
| 4           | 172  | 158.68 |
| 5           | 105  | 95.81  |
| 6           | 58   | 54.41  |
| 7           | 22   | 29.72  |
| 8           | 13   | 15.81  |
| 9           | 10   | 8.24   |
| 10 und mehr | 8    | 8.54   |

In der Tabelle ist x: Zahl der Teilsätze je Satz, n(x) die in dem ausgewerteten Korpus beobachtete Zahl der Sätze der Länge x; NP(x) die Zahl der Sätze der Länge x, die berechnet wird, wenn man die positive negative Binomialverteilung an die beobachteten Daten anpasst. Der Test ergibt mit P = 0.27, dass die positive negative Binomialverteilung ein gutes Modell für die beobachteten Daten ist. Das Ergebnis eines solchen Tests wird als gut bewertet, wenn P ≥ 0.05 ist, was in diesem Fall zutrifft. Für ausführlichere Erläuterungen sei auf die angegebene Literatur verwiesen.

## Entwicklung der Längen von Teilsätzen
Ebenso wie die Wortlänge und die Satzlänge ist die Länge von Teilsätzen eine Größe, die sich im Lauf der Zeit ändert. In deutschsprachigen wissenschaftlich-technischen Texten zwischen 1770 und 1940 gibt es einen Trend, bei dem die Teilsatzlängen so wie die Satzlängen auch zunächst zu- und von 1850 an wieder abnehmen, wie Möslein feststellte. Als Teilsätze fasst der Autor Haupt- und Nebensätze, aber auch Infinitiv- und Partizipialkonstruktionen auf. Diese Veränderungen im Sprachgebrauch folgen dem Piotrowski-Gesetz in seiner Form für den reversiblen Sprachwandel, wie die folgende Tabelle zeigt.
| t  | Zeitpunkt | Wörter pro Teilsatz (beobachtet) | Wörter pro Teilsatz (berechnet) |
| -- | --------- | -------------------------------- | ------------------------------- |
| 1  | 1770      | 9,4                              | 9,70                            |
| 4  | 1800      | 11,3                             | 11,03                           |
| 9  | 1850      | 12,7                             | 12,51                           |
| 14 | 1900      | 11,8                             | 12,18                           |
| 16 | 1920      | 11,4                             | 11,55                           |
| 18 | 1940      | 11,1                             | 10,74                           |
| 20 | 1960      | 11,9                             | -                               |

(Erläuterung: t ist der für die Berechnung nach Jahrzehnten durchnummerierte Zeitabschnitt. Passt man an die beobachteten Daten bis 1940 das Piotrowski-Gesetz in der Form für den reversiblen Sprachwandel an, so ergeben sich die angegebenen berechneten Werte. Der Zeitpunkt 1960 bleibt unberücksichtigt, weil aufgrund der Datenlage unklar ist, ob sich hier eine Trendwende andeutet oder ob es sich lediglich um einen „Ausreißer“ handelt. Die Anpassung des Modells ergibt einen Determinationskoeffizienten von C = 0,92, wobei C als gut erachtet wird, wenn es größer/gleich 0,80 ist. Für ausführlichere Erläuterungen sei auf die angegebene Literatur verwiesen.)